# リジッター企画
空間交合（アサンブラージュ）リジッター企画は東京を拠点に活動する演劇ユニットである。主宰は女優の馬渕史香。

## 略歴
- 2009年8月、岐阜・名古屋でともに活動していた馬渕史香（主宰）と中島庸介（脚本・演出）によって結成[2]。
- 2011年、舞踏家の森脇洋平（身体演出）が加入。
- 2012年、真嶋一歌が加入。
- 2013年に上演した「でんでんむしのからのなか」の主題歌はミュージシャンとコラボレーション。
- 2014年、馬渕、中島、若原、真嶋の地元である岐阜と「清流の国ぎふ」マスコットキャラクター（岐阜県の公式キャラクター）ミナモを応援する「清流の国ぎふ」応援隊になる[3]。
- 2015年、リジッター企画結成5周年を記念したDVDを発売。インターンシップ制度を作り、斉藤、鈴木、安藤が加入[4]。
- 2016年現在の目標は、メンバーゆかりの地での凱旋公演。まずは、馬渕、中島、真嶋、若原の出身である東海地方（名古屋）で初地方公演。
- 2016年5月1日、演劇映像サービス観劇三昧にて過去作品の配信開始。[5]
- 2016年11月、インターンシップメンバーとして活動してきた斉藤、鈴木、安藤が正式メンバーに。
- 2017年3月、観劇三昧主宰の観フェスにて、総合視聴ランキング3位を獲得[6]。

## エピソード
- リジッター企画は劇団ではない。あくまでメンバーはそれぞれ個別に活動しており、劇団としてメンバーの個々の活動を（芸能事務所的な意味での）管理をすることはないため。これに伴い、リジッター企画の構成員は劇団員ではなくメンバーである。
- 役者だけでなく、裏方を含めてリジッター企画の舞台に携わった人はリジッターズと呼ばれる。
- 公演番号の後に「攻撃」とつくのは「観客に挑むこと」を表しているため[7]。
- 結成以来、メンバーの中島が一貫して脚本を書いてきたが、2016年11月公演では中島の脚本を用いず、また、リジッター企画初の試みである朗読劇に挑戦した。
- 森脇洋平は最初「振付」としてクレジットされていたが、より踏み込んだ演出を行うため、クレジットを「身体演出」と変更した。

## メンバー
馬渕史香（主宰・俳優）
- 1985年9月2日生まれ[8]
- 岐阜県岐阜市出身
- 愛称：ふみか、ふーみん

中島庸介（脚本・演出）
- 1985年9月19日生まれ[9]
- 岐阜県出身

森脇洋平（身体演出・俳優）
- 1985年5月18日生まれ[10]
- 大阪府出身
- 愛称：モーリー

真嶋一歌（俳優）
- 1984年11月30日生まれ
- 岐阜県出身
- 愛称：いっちゃん

若原靖（照明）
- 1986年11月22日生まれ
- 岐阜県出身
- 愛称：わか

斉藤ゆき（俳優）
- 1981年11月30日生まれ[11]
- 東京都出身
- 愛称：ゆっきー

鈴木啓司（俳優）
- 1983年5月16日生まれ[12]
- 千葉県出身
- 愛称：スーさん

安藤尚之（俳優）
- 11月10日生まれ
- 神奈川県出身
- 愛称：アンドゥー

### かつて所属していたメンバー
奥野千春（制作）
村木雄（俳優）

## ユニット公演
- 2009年
  - リジッター企画公演 第一攻撃「ブランド」（2009年8月28日〜30日：荻窪メガバックスシアター）
- 2010年
  - リジッター企画公演 第二攻撃「まぼろし」（2010年2月26日〜28日：新宿シアター・ミラクル）
  - リジッター企画公演 第三攻撃「火付け屋」（2010年6月24日〜26日：新宿シアター・ミラクル）
  - リジッター企画公演 第四攻撃「エソラカラア」（2010年7月19日〜21日：新宿ゴールデン街劇場）
- 2011年
  - リジッター企画公演 第五攻撃「狂狂（くるくる）」（2011年3月9日〜13日：王子小劇場）
  - リジッター企画公演 第六攻撃「さいごのかみさま」（2011年8月3日〜7日：王子小劇場）
- 2012年
  - リジッター企画公演 第六．五攻撃「いっぽんの木」（2012年2月10日〜12日：pit北/区域）
  - リジッター企画公演 第七攻撃「もしも、シ」（2012年4月4日〜15日：王子小劇場）
  - リジッター企画公演 第八攻撃「林檎ト大地ノ黙示録」（2012年9月18日〜23日：中野ザ・ポケット）
- 2013年
  - リジッター企画公演 第九攻撃「あるオト、あるヒカリ、あるカラダ、あるコトバ、あるミライ、そのタもろもろ、の、あるケシキ」（2013年2月14日〜17日：新宿ゴールデン街劇場）
  - リジッター企画公演 第十攻撃「でんでんむしのからのなか」（2013年7月10日〜15日：萬劇場）
  - □字ック×シアター風姿花伝10周年プロジェクト「鬼（ハイパー）FES.2013」 参加作品「きいちゃんのいない世界はなんだか不思議 です、」[13]（2013年9月14日：シアター風姿花伝）
- 2014年
  - リジッター企画公演 再攻撃 第一弾「まぼろし」（2014年3月20日〜23日：SPACE 雑遊）
  - リジッター企画公演 第十一攻撃「ミロウのヴィーナス」[14]（2014年8月6日〜10日：吉祥寺シアター）
  - リジッター企画公演 再攻撃 第二弾「あるオト、あるヒカリ、あるカラダ、あるコトバ、あるミライ、そのタもろもろ、の、あるケシキ」（2014年9月15日：下北沢駅前劇場）
- 2015年
  - リジッター企画公演 第十二攻撃「誰がための笛は鳴る」[15]（2015年5月8日〜18日：吉祥寺シアター）
  - リジッター企画公演 再攻撃 第三弾「クルりクルりと、光の方へ」[16]（2015年9月30日～10月4日：サンモールスタジオ）
- 2016年
  - リジッター企画公演 再攻撃 第四弾「もしも、シ ～とある日の反射～」（2016年3月6日〜20日：吉祥寺シアター）
  - リジッター企画公演 再攻撃 第五弾「2016年版 あるオト、あるヒカリ、あるカラダ、あるコトバ、あるミライ、そのタもろもろ、の、あるケシキ」（2016年7月28日〜7月31日（予定）：ナンジャーレ（愛知県名古屋市））
  - リジッター企画公演 朗読劇 「ようせいのしっぽ」（2016年11月1日〜30日：東中野バニラスタジオ）
- 2017年
  - リジッター企画公演 第十三攻撃「日の脚、わづかに見えて」（2017年1月24〜29日：小劇場 楽園）
- 2018年
  - リジッター企画公演 第十四攻撃「そこのこと」[17]（2018年1月17日〜1月21日（予定）：CBGKシブゲキ！！）

## イベント
- リジッター企画 トークイベント「リジッター企画の、これからのこと、少し前のこと、つまりは、戯言。」[18]（2015年12月15日：駅前劇場）
- ピヨピヨレボリューション vol.3「Gliese」ゲスト出演（2016年4月1日：シアターノルン）
- 一日店長[19]（2017年9月16日：観劇三昧 下北沢店）